# Mýtna
Mýtna (węg. Vámosfalva, do 1899 Mitna) – wieś (obec) na Słowacji położona w kraju bańskobystrzyckim, w powiecie Łuczeniec. Pierwsze wzmianki o miejscowości pochodzą z roku 1393. 
Według danych z dnia 31 grudnia 2012, wieś zamieszkiwało 1176 osób, w tym 613 kobiet i 563 mężczyzn.
W 2001 roku rozkład populacji względem narodowości i przynależności etnicznej wyglądał następująco:
- Słowacy – 98,62%
- Czesi – 0,16%
- Romowie – 0,73%
- Węgrzy – 0,08%

Ze względu na wyznawaną religię struktura mieszkańców kształtowała się w 2001 roku następująco:
- Katolicy rzymscy – 50,08%
- Ewangelicy – 39,14%
- Ateiści – 8,35%
- Nie podano – 0,89%